# Archives des instituts Pasteur de l'Afrique du Nord
Les Archives de l'Institut Pasteur de l'Afrique du Nord est une ancienne revue médicale française trimestrielle en français. Fondée à Alger en mars 1921, elle est éditée alternativement par l'Institut Pasteur d'Algérie et l'Institut Pasteur de Tunis.
En 1923, elle est scindée en deux périodiques : les Archives de l'Institut Pasteur de Tunis (revue qui paraît déjà entre 1906 et 1920) et les Archives de l'Institut Pasteur d'Algérie.
Les Archives de l'Institut Pasteur de l'Afrique du Nord publient des articles de médecine, de microbiologie et de parasitologie. Son identifiant (NLM ID) est le 9429940.